# Paradoxe de Bentley
Le paradoxe de Bentley, nommé d'après Richard Bentley, est un paradoxe pointant vers un problème qui se produit lorsque la théorie de la gravitation de Newton est appliquée à la cosmologie. Il s'énonce ainsi : si toutes les étoiles sont attirées les unes vers les autres par gravitation, elles devraient s'effondrer en un seul point.

## Histoire
Richard Bentley était un jeune contemporain d'Isaac Newton. Après que Newton eut formulé sa loi de gravitation, il observa, dans une lettre à Richard Bentley, que si toutes les étoiles sont attirées l'une vers l'autre par gravitation, elles devraient s'effondrer en un seul point. Une étoile sera attirée par une autre ; cette étoile grandira et attirera de plus en plus. Avec le temps, tout doit se rassembler. « Selon Newton, chaque étoile de l'univers devrait être attirée vers toutes les autres étoiles. Elles ne devraient pas rester immobiles, à une distance constante les unes des autres, mais devraient toutes tomber ensemble vers un point central. Newton l'a admis dans une lettre à Richard Bentley, un philosophe de Cambridge de premier plan de l'époque ». Newton a résolu le paradoxe en affirmant que Dieu a empêché l'effondrement en faisant « constamment d'infimes corrections ». Bien que l'explication de Newton soit plutôt insatisfaisante d'un point de vue cosmologique, le paradoxe de Bentley pourrait causer un Big Crunch, le phénomène opposé du Big Bang, même si les observations actuelles ne favorisent pas ce scénario.